# كونستانتين بيلوف
كونستانتين بيلوف (بالروسية: Белов, Константин Владимирович)‏ (4 يناير 1990 في تركمانستان - ) هو لاعب كرة قدم تركمانستان وروسي في مركز الوسط. لعب مع أف سي موسكو وأمكار بيرم وFC Isloch Minsk Raion ‏ ونادي دينامو سانت بطرسبرغ ‏ وFC Afips Afipsky ‏ وFC Dnepr Smolensk ‏ وFC Ryazan (2010) ‏ وFC Kolomna ‏ وFC Jūrmala ‏ ونادي خيمكي.

## وصلات خارجية
- كونستانتين بيلوف على موقع قاعدة بيانات كرة القدم.إي يو (الإنجليزية)
- كونستانتين بيلوف على موقع Soccerway.com (الإنجليزية)